# 황선봉
황선봉(黃善奉, 1950년 4월 2일 ~ )은 대한민국의 정치인이다. 제43·44대 충청남도 예산군수이다.

## 학력
- 평촌초등학교 졸업
- 예산중학교 졸업
- 예산농업고등학교 졸업

## 경력
- 1996: 예산군청 재무과 과장
- 2002: 예산군청 민원실 실장
- 예산군청 자치행정과 과장
- 2006: 예산군청 기획실 실장
- 2008: 예산군청 주민생활지원실 실장
- 예산발전연구소 소장
- 예산군 사회복지협의회 이사
- 금오라이온스클럽 제1부회장
- 박근혜 대통령후보 예산 선거대책위원회 공동위원장
- 민주평화통일 정책자문위원회 위원
- 새누리당 충남도당 전국위원회 위원
- 새누리당 예산·홍성 당원협의회 수석부위원장
- 2014.07 ~ 2022.06 제43·44대 민선 6·7기 충청남도 예산군수(재선, 자유한국당)

## 역대 선거 결과
|  | 38.92% |

|  | 63.26% |

|  | 59.79% |

| 전임 최승우 | 제43·44대 충청남도 예산군수(민선) 2014년 7월 1일 ~ 2022년 6월 30일 | 후임 최재구 |